# Lijst van gemeentelijke monumenten in Utrecht-Noordwest
De wijk Noordwest in Utrecht kent 76 gemeentelijke monumenten beschreven in 53 regels (monumentnummers). Zie hieronder een overzicht.

## 2e Daalsebuurt
De 2e Daalsebuurt kent de volgende 2 gemeentelijke monumenten:
| Object | Bouwjaar | Architect     | Locatie            | Coördinaten                 | Nr.       | Afbeelding  |
| --- | -------- | ------------- | ------------------ | --------------------------- | --------- | ----------- |
| Wagenmakerij met schilderswerkplaats en kantoor; voormalige Centrale Werkplaats van de Nederlandse Spoorwegen                            | 1892     | Van Overhagen | 2e Daalsedijk 6-6A | 52° 5' 51" NB, 5° 6' 10" OL | 0344/1562 | Upload foto |
| Telegraafwerkplaats Maatschappij tot Exploitatie van Staats Spoorwegen; terrein van de Bovenbouwwerkplaats van de Nederlandse Spoorwegen | 1905     |               | Concordiastrat 67A | 52° 5' 60" NB, 5° 5' 51" OL | 0344/1537 | Upload foto |

## Bloemenbuurt
De Bloemenbuurt kent één gemeentelijk monument:
| Object      | Bouwjaar | Architect        | Locatie                                          | Coördinaten                 | Nr.       | Afbeelding  |
| ----------- | -------- | ---------------- | ------------------------------------------------ | --------------------------- | --------- | ----------- |
| Noorderkerk | 1922     | D.J. Heusinkveld | Rooyaards van den Hamkade 20 en Opzoomerstraat 2 | 52° 6' 16" NB, 5° 5' 49" OL | 0344/0119 | Upload foto |

## Elinkwijk en omgeving
De Elinkwijk en omgeving kent één gemeentelijk monument:
| Object                                                                           | Bouwjaar | Architect          | Locatie                  | Coördinaten                 | Nr.       | Afbeelding  |
| -------------------------------------------------------------------------------- | -------- | ------------------ | ------------------------ | --------------------------- | --------- | ----------- |
| Vrijstaand woonhuis gebouwd als notariswoning, in de stijl van de Delftse School | 1938     | J. van Leeuwenberg | Amsterdamsestraatweg 472 | 52° 6' 30" NB, 5° 5' 11" OL | 0344/0122 | Upload foto |

## Geuzenwijk, De Driehoek
De buurt Geuzenwijk, De Driehoek kent de volgende 3 gemeentelijke monumenten in 2 regels (monumentnummers):
| Object                                                                               | Bouwjaar  | Architect      | Locatie                | Coördinaten                 | Nr.       | Afbeelding  |
| ------------------------------------------------------------------------------------ | --------- | -------------- | ---------------------- | --------------------------- | --------- | ----------- |
| Complex van twee scholen in de stijl van de Amsterdamse School                       | 1924      | J.I.P. Planjer | Marnixlaan 360 t/m 364 | 52° 6' 38" NB, 5° 6' 1" OL  | 0344/0120 | Upload foto |
| Schoolgebouw, gebouwd als 'Protestantse school voor lager onderwijs en Fröbelschool' | 1929/1930 | A. Kool.       | Van Hoornekade 6       | 52° 6' 32" NB, 5° 5' 48" OL | 0344/0121 | Upload foto |

## Hoogstraat, Nijenoord en omgeving
De buurt Hoogstraat, Nijenoord en omgeving kent de volgende 2 gemeentelijke monumenten:
| Object | Bouwjaar                        | Architect | Locatie                 | Coördinaten                 | Nr.       | Afbeelding  |
| --- | ------------------------------- | --------- | ----------------------- | --------------------------- | --------- | ----------- |
| Bergplaats met droogruimte van de elektrisch gedreven dakpannenfabriek "Hoogelanden" van de Firma J.G. van der Schroeff en Zoon | 1923                            |           | Anthoniedijk 80 t/m 80C | 52° 6' 23" NB, 5° 6' 30" OL | 0344/1533 | Upload foto |
| Hovenierswoning met bijgebouwen                                                                                                 | 1600 (zijgevels en achtergevel) |           | Lagenoord 71            | 52° 6' 18" NB, 5° 6' 30" OL | 0344/0117 | Upload foto |

## Julianapark en omgeving
De buurt Julianapark en omgeving kent de volgende 4 gemeentelijke monumenten:
| Object | Bouwjaar | Architect                      | Locatie                                                  | Coördinaten                 | Nr.       | Afbeelding  |
| --- | -------- | ------------------------------ | -------------------------------------------------------- | --------------------------- | --------- | ----------- |
| Vervangingskerk | 1985     | Van Overhagen                  | Amsterdamsestraatweg 441A                                | 52° 6' 22" NB, 5° 5' 29" OL | 0344/1753 | Upload foto |
| Paviljoen ten behoeve van het Julianapark                                                                            | 1936     | G. van der Gaast               | Amsterdamsestraatweg 464-464A                            | 52° 6' 25" NB, 5° 5' 18" OL | 0344/1569 | Upload foto |
| Julianapark; stadspark in landschapsstijl                                                                            | 1903     | H. Copijn (met zoon L. Copijn) | Amsterdamsestraatweg, Julianaparklaan, Van Eimerenstraat | 52° 6' 22" NB, 5° 5' 16" OL | 0344/1567 | Upload foto |
| Kerkgebouw/verenigingsgebouw met woonhuis voor de Hersteld Apostolische Zendingsgemeente; herontwikkeld tot woningen | 1926     |                                | Werner Helmichstraat 1 t/m 1S en 3 t/m 3C                | 52° 6' 25" NB, 5° 5' 35" OL | 0344/1520 | Upload foto |

## Ondiep
De Ondiep kent één gemeentelijk monument:
| Object                                                                     | Bouwjaar | Architect | Locatie           | Coördinaten                 | Nr.       | Afbeelding  |
| -------------------------------------------------------------------------- | -------- | --------- | ----------------- | --------------------------- | --------- | ----------- |
| Schoolcomplex in de stijl van de Nieuwe zakelijkheid in de trant van Dudok | 1928     | W.A. Maas | Boerhaveplein 110 | 52° 6' 12" NB, 5° 6' 13" OL | 0344/0116 | Upload foto |

## Pijlsweerd Noord
De buurt Pijlsweerd Noord kent de volgende 7 gemeentelijke monumenten in 6 regels (monumentnummers):
| Object | Bouwjaar                  | Architect       | Locatie                                                                                   | Coördinaten                 | Nr.       | Afbeelding  |
| --- | ------------------------- | --------------- | ----------------------------------------------------------------------------------------- | --------------------------- | --------- | ----------- |
| Twee onderkelderde en aan een gekoppelde boerderijen                                                            | 1860 (circa)              |                 | Hogenoord 6 t/m 7-1                                                                       | 52° 6' 3" NB, 5° 6' 41" OL  | 0344/0115 | Upload foto |
| Schoolgebouw in opdracht van de gemeente Utrecht en de Vereniging De Gereformeerde School                       | 1955                      | Henk Dam        | Noordse Parklaan 2                                                                        | 52° 6' 12" NB, 5° 6' 34" OL | 0344/1733 | Upload foto |
| Schoolgebouw in opdracht van de gemeente Utrecht en de Vereniging De Gereformeerde School                       | 1955                      | Henk Dam        | Noordse Parklaan 4                                                                        | 52° 6' 12" NB, 5° 6' 36" OL | 0344/1735 | Upload foto |
| Christelijke Industrie- en Huishoudschool                                                                       | 949-951                   | C. van der Bom  | Oudenoord 384 t/m 390-1, Balkstraat 25 t/m 29a, Polderstraat 1A t/m 1L en Warmoesstraat 2 | 52° 6' 0" NB, 5° 6' 28" OL  | 0344/1730 | Upload foto |
| Flatgebouw |                           |                 | Oudenoord 500 t/m 550                                                                     | 52° 6' 6" NB, 5° 6' 28" OL  | 0344/1677 | Upload foto |
| Flatgebouw met winkelruimten en 54 woningen voor alleenstaande werkende vrouwen; in de volksmond “Hunkerbunker” | Jaren '60 van de 20e eeuw | Hulst-Alexander | Oudenoord 501 t/m 621                                                                     | 52° 6' 8" NB, 5° 6' 30" OL  | 0344/1677 | Upload foto |

## Pijlsweerd Zuid
De buurt Pijlsweerd Zuid kent de volgende 23 gemeentelijke monumenten beschreven in 21 regels (monumentnummers):
| Object | Bouwjaar                                                                         | Architect         | Locatie                                       | Coördinaten                 | Nr.       | Afbeelding  |
| --- | -------------------------------------------------------------------------------- | ----------------- | --------------------------------------------- | --------------------------- | --------- | ----------- |
| Woonhuis | Middeleeuwse oorsprong; in de 18e en 19e eeuw ingrijpend verbouwd                |                   | Bemuurde Weerd Westzijde 1                    | 52° 5' 51" NB, 5° 6' 52" OL | 0344/0099 | Upload foto |
| Woonhuis | 17e eeuw                                                                         |                   | Bemuurde Weerd Westzijde 2                    | 52° 5' 51" NB, 5° 6' 52" OL | 0344/0100 | Upload foto |
| Woonhuis | 185                                                                              |                   | Bemuurde Weerd Westzijde 4 t/m 4C             | 52° 5' 51" NB, 5° 6' 52" OL | 0344/0101 | Upload foto |
| Woonhuis | 17e eeuw                                                                         |                   | Bemuurde Weerd Westzijde 5                    | 52° 5' 51" NB, 5° 6' 51" OL | 0344/0102 | Upload foto |
| Woonhuis | 1860 (circa)                                                                     |                   | Bemuurde Weerd Westzijde 7-7A                 | 52° 5' 52" NB, 5° 6' 51" OL | 0344/0103 | Upload foto |
| Woonhuis | Midden van de 19e eeuw                                                           |                   | Bemuurde Weerd Westzijde 10                   | 52° 5' 53" NB, 5° 6' 51" OL | 0344/0104 | Upload foto |
| Woonhuis | 1860 (circa)                                                                     |                   | Bemuurde Weerd Westzijde 13                   | 52° 5' 53" NB, 5° 6' 50" OL | 0344/0105 | Upload foto |
| Twee panden met neorenaissance elementen                                                                        | 1860 (circa)                                                                     |                   | Bemuurde Weerd Westzijde 13a-14               | 52° 5' 53" NB, 5° 6' 50" OL | 0344/0106 | Upload foto |
| Woonhuis | In de eerste helft van de 19e eeuw met een verdieping verhoogd; oudere oorsprong |                   | Bemuurde Weerd Westzijde 15 t/m 17            | 52° 5' 53" NB, 5° 6' 50" OL | 0344/0107 | Upload foto |
| Voormalige hovenierswoning                                                                                      | 1860 (circa)                                                                     |                   | Kruisweg 32                                   | 52° 5' 52" NB, 5° 6' 30" OL | 0344/0108 | Upload foto |
| Graanpakhuis | 1895                                                                             | J.A. van Straaten | Oudenoord 1                                   | 52° 5' 50" NB, 5° 6' 48" OL | 0344/1548 | Upload foto |
| Kantoorgebouw; uitbreiding voormalig Huis van de Arbeid (nummer 340)                                            | 1951/1960                                                                        |                   | Oudenoord 330                                 | 52° 5' 57" NB, 5° 6' 33" OL | 0344/1675 | Upload foto |
| Voormalig hoofdkantoor R.K. Werkliedenverbond en de R.K. Verzekeringsmaatschappij Concordia; Huis van de Arbeid | 1951/1960                                                                        |                   | Oudenoord 340                                 | 52° 5' 58" NB, 5° 6' 32" OL | 0344/1676 | Upload foto |
| Linker deel van een dubbelpand met neoclassisistische elementen                                                 | 1850 (circa)                                                                     | J.D. Zocher       | Weerdsingel Westzijde 14                      | 52° 5' 45" NB, 5° 6' 37" OL | 0344/0109 | Upload foto |
| Rechter deel van een dubbelpand met neoclassisistische elementen                                                | 1850 (circa)                                                                     | J.D. Zocher       | Weerdsingel Westzijde 15-15A                  | 52° 5' 45" NB, 5° 6' 37" OL | 0344/0110 | Upload foto |
| Twee panden met neoclassisistische elementen                                                                    | 1850 (circa)                                                                     | J.D. Zocher       | Weerdsingel Westzijde 16 t/m 17C              | 52° 5' 46" NB, 5° 6' 37" OL | 0344/0111 | Upload foto |
| Houtzagerij met schoorsteen                                                                                     | 1915                                                                             |                   | Weerdsingel Westzijde 33A                     | 52° 5' 49" NB, 5° 6' 45" OL | 0344/1558 | Upload foto |
| Woonhuis | In de 19e eeuw voorzien van gepleisterde voorgevel; oudere oorsprong             |                   | Weerdsingel Westzijde 63                      | 52° 5' 50" NB, 5° 6' 52" OL | 0344/0112 | Upload foto |
| Woonhuis met neoclassisistische elementen                                                                       | 1860 (circa)                                                                     |                   | Weerdsingel Westzijde 64                      | 52° 5' 50" NB, 5° 6' 52" OL | 0344/0113 | Upload foto |
| Broodfabriek | 1947                                                                             | H.F. Mertens      | Zeedijk 17/1000T en Zijdebalenstraat 1 t/m 11 | 52° 6' 1" NB, 5° 6' 41" OL  | 0344/1542 | Upload foto |
| Tuinmanswoning, ter plaatse van de voormalige buitenplaats "Zijdebalen"                                         | 1860 (circa)                                                                     |                   | Zijdebalenstraat 2                            | 52° 6' 1" NB, 5° 6' 43" OL  | 0344/0114 | Upload foto |

## Prins Bernhardplein en omgeving; Demkagebied
De buurt Prins Bernhardplein en omgeving; Demkagebied kent 3 gemeentelijke monumenten beschreven in 2 regels (monumentnummers). Zie hieronder een overzicht. Voor de Demka spoorbrug over het Amsterdam-Rijnkanaal, zie de Lijst van gemeentelijke monumenten in Lage Weide (wijk West).
| Object                                                                                    | Bouwjaar | Architect                | Locatie                                     | Coördinaten                 | Nr.       | Afbeelding  |
| ----------------------------------------------------------------------------------------- | -------- | ------------------------ | ------------------------------------------- | --------------------------- | --------- | ----------- |
| Schoolgebouw voor twee scholen (Ned. Hervormd en rooms-katholiek); zogenaamde 'halschool' | 1955     | W.C. van Hoorn           | C. van Maasdijkstraat 33 en Plesmaanlaan 21 | 52° 6' 50" NB, 5° 4' 47" OL | 0344/1732 | Upload foto |
| Kerkgebouw en pastorie onder invloed van de Bossche School; kruisbasiliek; Jacobuskerk    | 1957     | H.W. Valk en G.H.F. Valk | Prins Bernhardplein 39/40                   | 52° 6' 53" NB, 5° 4' 54" OL | 0344/0123 | Upload foto |

## Queeckhovenplein en omgeving
De buurt Queeckhovenplein en omgeving kent één gemeentelijk monument:
| Object             | Bouwjaar | Architect  | Locatie                                                   | Coördinaten                 | Nr.       | Afbeelding  |
| ------------------ | -------- | ---------- | --------------------------------------------------------- | --------------------------- | --------- | ----------- |
| Gereformeerde kerk |          | B.W. Plooy | J.M. de Muinck Keizerlaan 2A, Burgemeester Norbruislaan 1 | 52° 6' 58" NB, 5° 4' 57" OL | 0344/1516 | Upload foto |

## Schaakbuurt en omgeving
De buurt Schaakbuurt en omgeving kent de volgende 6 gemeentelijke monumenten beschreven in 5 regels (monumentnummers):
| Object                                                                                       | Bouwjaar     | Architect | Locatie                                      | Coördinaten                 | Nr.       | Afbeelding  |
| -------------------------------------------------------------------------------------------- | ------------ | --- | -------------------------------------------- | --------------------------- | --------- | ----------- |
| Lagere school; Beatrixschool ensemble met de ernaast gelegen Christinaschool                 | 1931         | | Prinses Beatrixlaan 2                        | 52° 6' 59" NB, 5° 5' 5" OL  | 0344/1401 | Upload foto |
| Monument voor Zuilense gevallenen                                                            | 1946 (circa) | | Prins Bernhardplein                          | 52° 6' 57" NB, 5° 4' 60" OL | 0344/1681 | Upload foto |
| Openbare Lagere School; Christinaschool; ensemble samen met de ernaast gelegen Beatrixschool | 1918         | J. Dillewijn | Prinses Christinalaan 1; toenmalig Daalseweg | 52° 6' 57" NB, 5° 5' 3" OL  | 0344/0124 | Upload foto |
| Kerkgebouw voor de Mormonen                                                                  | 1967         | P.A. Penninck en M.C.A. Meischke worden genoemd op de bouwaanvraag, maar ontwerp is waarschijnlijk overgenomen uit Amerika | Prinses Irenelaan 51A                        | 52° 7' 2" NB, 5° 5' 21" OL  | 0344/1517 | Upload foto |
| Apostolische kerk met naastgelegen pastorie                                                  | 1957         | Ant. de Ridder | Prinses Margrietstraat 126 en 128            | 52° 6' 53" NB, 5° 5' 8" OL  | 0344/1518 | Upload foto |

## Zuilen-Noord
De buurt Zuilen-Noord kent de volgende 22 gemeentelijke monumenten beschreven in 5 regels (monumentnummers):
| Object                                                                 | Bouwjaar                               | Architect                          | Locatie                               | Coördinaten                 | Nr.       | Afbeelding  |
| ---------------------------------------------------------------------- | -------------------------------------- | ---------------------------------- | ------------------------------------- | --------------------------- | --------- | ----------- |
| Buitenhuis in classicistische stijl, voormalig gemeentehuis van Zuilen | 1870 of eerder                         |                                    | Burgemeester Norbruislaan 17          | 52° 7' 10" NB, 5° 4' 43" OL | 0344/0126 | Upload foto |
| Flatgebouw                                                             | Eerste helft jaren '50 van de 20e eeuw | W.C. van Hoorn                     | Burgemeester Norbruislaan 260 t/m 338 | 52° 7' 7" NB, 5° 4' 35" OL  | 0344/1614 | Upload foto |
| Flatgebouw                                                             | Eerste helft jaren '50 van de 20e eeuw | W.C. van Hoorn                     | Burgemeester Norbruislaan 340 t/m 402 | 52° 7' 10" NB, 5° 4' 32" OL | 0344/1615 | Upload foto |
| Flatgebouw                                                             | Eerste helft jaren '50 van de 20e eeuw | W.C. van Hoorn                     | Burgemeester Norbruislaan 412 t/m 474 | 52° 7' 11" NB, 5° 4' 29" OL | 0344/1616 | Upload foto |
| Stadsvilla's Vechtoever; 18 woonhuizen                                 | 1999                                   | Architecten Cie., Frits van Dongen | Vechtoever 33 t/m 67                  | 52° 7' 11" NB, 5° 4' 39" OL | 0344/1820 | Upload foto |